# Hou la la
Pour les articles homonymes, voir Hou (homonymie).
Hou la la était une émission de télévision musicale luxembourgeoise créée par Georges Lang, présentée par Georges Lang et Oscar Guzman et diffusée le mercredi en fin d'après-midi sur RTL Télévision de 1985 à 1988 puis en 1987 l'émission est diffusée sur M6.

## Principe de l'émission
Hou la la était une émission dans laquelle des candidats chantaient en play-back pour essayer d'interpreter au mieux leurs idoles ou leur groupe préféré.
Certains animateurs de la chaîne, comme Marylène Bergmann, se sont prêtés à l'exercice.

## Générique
Le générique de l'émission s'intitule "Abele dance" interprété par Manu Dibango.

#### Vidéos
- Générique de l'émission.
- Extrait de l'émission avec un play-back de Marylène Bergmann et Oscar Guzman sur un titre de Véronique Jannot et Laurent Voulzy (format WMV).
- Extrait de l'émission avec un play-back de Marylène Bergmann et Luc Verleyen sur un titre de Richard Anthony (format WMV).